# Žinkovy
Der Flecken Žinkovy (deutsch Schinkau, auch Zinkau) liegt sechs Kilometer westlich von Nepomuk im Okres Plzeň-jih, Tschechien. Die Katasterfläche beträgt 2.046 Hektar.

## Geographie
Das Dorf liegt auf 530 m ü. M. im Tal der Úslava, die im Ort im See Labut', auch Žinkovský rybník genannt, gestaut wird. Durch den Ort führt die Staatsstraße 191 von Nepomuk nach Klatovy, Nördlich führt die Staatsstraße 230 von Nepomuk nach Přeštice vorbei.
Nachbarorte sind Březí und Kokořov im Norden, Nepomuk im Osten, Nová Ves im Südosten, Vojovice und Čepinec im Süden, sowie Osobovy und Radkovice im Westen.

## Geschichte
Obwohl archäologische Funde belegen, dass das Gebiet des heutigen Žinkovy schon um etwa 2000 v. Chr. besiedelt war, wurde das Dorf erstmals 1176 in schriftlichen Quellen erwähnt. 1252 bis 1259 wurde die Burg Potštejn errichtet, deren Ruine bis heute erhalten ist.
Im 13. Jahrhundert erhielt Žinkovy die Rechte einer Marktstadt. 1559 begann der Bau des Schlosses Žinkovy. Das Dorf verdankt seinen damaligen wirtschaftlichen Aufschwung hauptsächlich den Erträgen der örtlichen Brauerei, der Fischzucht und dem Handel mit Vieh und Getreide. 1684 wurden große Teile des Dorfes samt der Kirche von einem Großfeuer zerstört. Das Schloss Žinkovy blieb jedoch davon verschont.
Am 10. Oktober 2006 wurde Žinkovy zum Flecken erhoben.

## Sehenswürdigkeiten
- Schloss Žinkovy mit angrenzendem Park.
- Teich Labut' (dt. Schwan) mit einer Fläche von 62 ha.
- Die ursprünglich gotische Kirche des Hl. Wenzel (kostel sv. Václava) am Dorfplatz ist seit 1352 als Pfarrkirche belegt. Nach dem Brand 1734 wurde sie auf Geheiß der Gräfin Marie Theresia von Vrtba im Stil des Barock umgebaut. Der architektonische Entwurf wird dem Baumeister F. J. Prée zugeschrieben. Die bemerkenswerten Bildhauerarbeiten in der Kirche schuf L. Widmann.
- Ruine Potštejn.

## Ortsgliederung
Zu Žinkovy gehören die Ortsteile Březí (Bries), Čepinec (Tschepinetz) und Kokořov (Kokorschow).